# 朗普雷里鎮區 (密蘇里州密西西比縣)
朗普雷里鎮區（英語：Long Prairie Township）是位於美國密蘇里州密西西比縣的一個行政鎮區。

## 地方資料
朗普雷里鎮區的面積為95.80平方千米，當中陸地面積為95.77平方千米，而水域面積為0.03平方千米。根據2020年美國人口普查的數據，當地共有人口1199人，而人口密度為每平方千米12.52人。